# Sparganothoides lentiginosana
Sparganothoides lentiginosana es una especie de lepidóptero del género Sparganothoides, tribu Sparganothini, familia Tortricidae. Fue descrita científicamente por Walsingham en 1879.
La longitud de las alas anteriores es de 6 a 6,5 milímetros para los machos y de 6,3 a 7,4 milímetros para las hembras. Se distribuye por Estados Unidos.